# Suka Marga (Suoh)
Suka Marga is een bestuurslaag in het regentschap Lampung Barat van de provincie Lampung, Indonesië. Suka Marga telt 2700 inwoners (volkstelling 2010).